# Pottiga

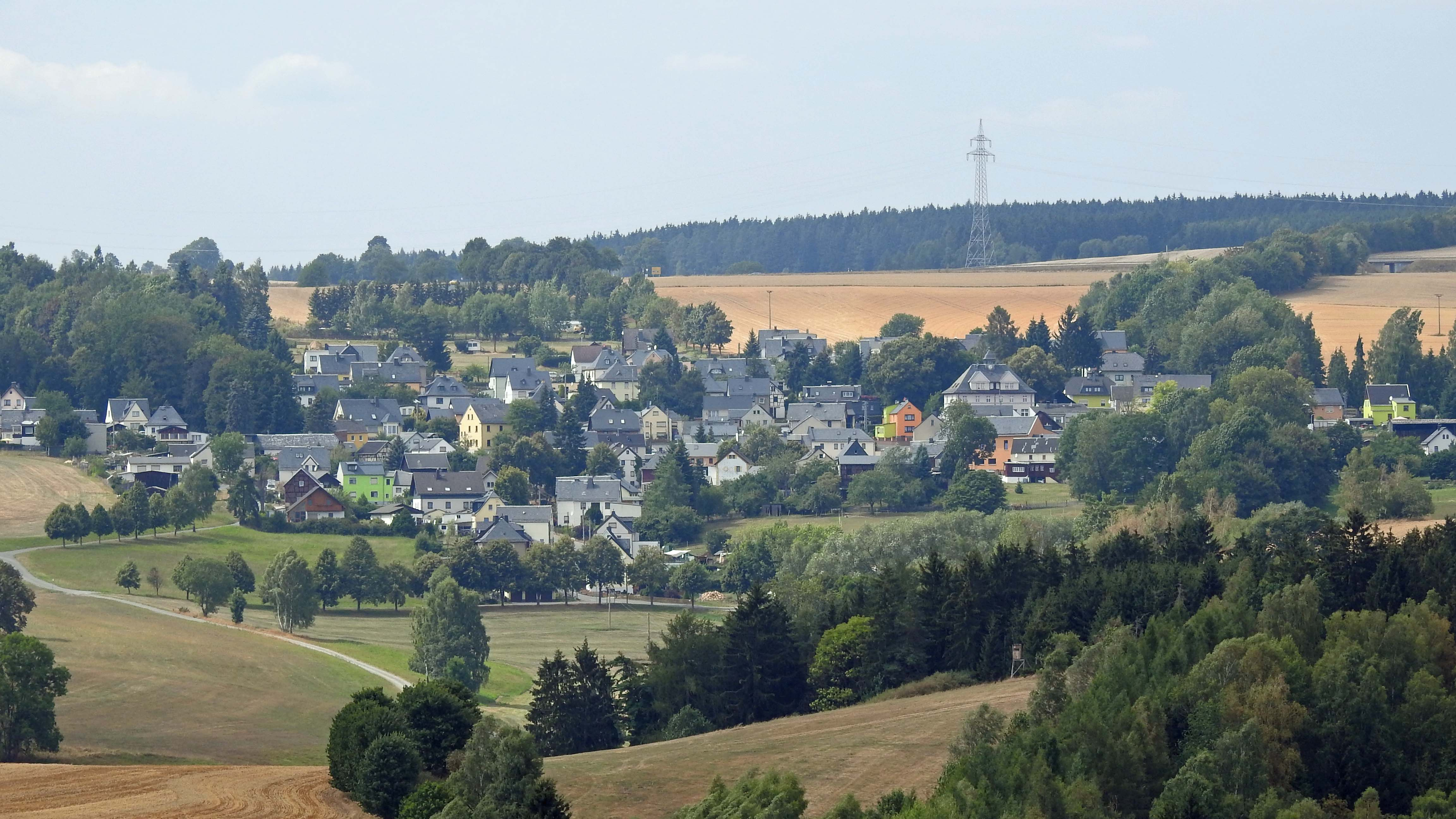
Blick übers Saaletal auf Pottiga

Pottiga ist ein Ortsteil der Gemeinde Rosenthal am Rennsteig im Süden des thüringischen Saale-Orla-Kreises.

## Geografie und Geologie
Der Ort Pottiga liegt an einem Südhang zur Saale hin. Im Ortskern befindet sich ein Marktplatz. Rings um den Ort verteilen sich mehrere Teiche. Die Gemarkung mit 759 ha liegt auf einem nach der Saale neigenden Hang um den Ort. Dieses Plateau ist ein Teil des Südostthüringer Schiefergebirges, was die Eigenschaften des Bodens bestätigen. An der nordwestlichen Flanke der Gemarkung beginnt der Wald bis zu den Anhöhen.
Die Landesstraße 1093 zweigt bei Frössen von der Bundesstraße 90 ab und führt durch Pottiga nach Blankenberg.
Angrenzende Ortschaften sind Birkenhügel, Blankenberg, Harra und die Stadt Hirschberg im Saale-Orla-Kreis sowie Berg und Issigau im bayerischen Landkreis Hof.

## Geschichte
Urkundlich wurde Pottiga am 14. August 1325 erstmals erwähnt.
Pottiga gehörte bis 1918 zum Fürstentum Reuß jüngere Linie. Während der Zeit der Deutschen Teilung lag Pottiga unmittelbar an der Grenze zur Bundesrepublik. Die Grenze verlief im Bereich von Pottiga durch die Saale. Im Saale-Abschnitt zwischen Blankenstein und Pottiga gab es etliche spektakuläre Fluchtversuche. Weil Pottiga innerhalb des Grenzstreifens lag, war der Ort nur mit einer Sondergenehmigung zugänglich.
Der Ort wurde von jeher land- und waldwirtschaftlich geprägt. Früher war der Bergbau eine wichtige Erwerbsquelle. Der Tourismus wurde und wird gepflegt.
Am 1. Januar 2019 schlossen sich die Gemeinden Pottiga, Blankenberg, Blankenstein, Harra, Neundorf, Birkenhügel und Schlegel zur Gemeinde Rosenthal am Rennsteig zusammen. Sämtliche Gemeinden dieser Gemeindefusion gehörten seit 1994 der Verwaltungsgemeinschaft Saale-Rennsteig an.

### Einwohnerentwicklung

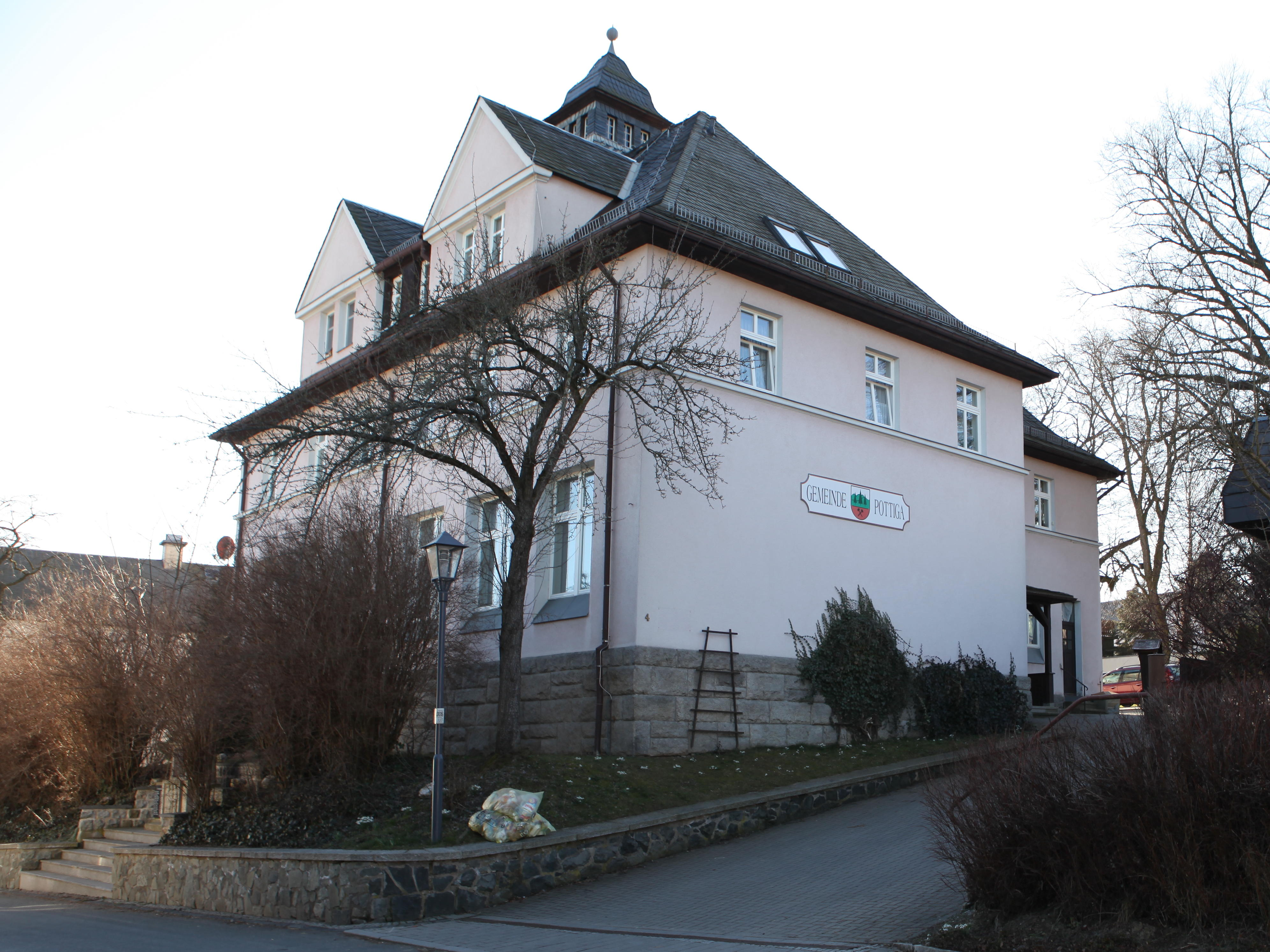
Gemeindehaus

Entwicklung der Einwohnerzahl (ab 1994: Stand jeweils 31. Dezember):
| - 1926: 632 - 1939: 652 - 1994: 485 - 1995: 488 - 1996: 491 - 1997: 490 | - 1998: 470 - 1999: 489 - 2000: 477 - 2001: 479 - 2002: 479 - 2003: 485 | - 2004: 485 - 2005: 478 - 2006: 467 - 2007: 468 - 2008: 466 - 2009: 448 | - 2010: 439 - 2011: 430 - 2012: 412 - 2013: 406 - 2014: 412 - 2015: 416 | - 2016: 409 - 2017: 397 - 2018: 390 |

 Datenquelle ab 1994: Thüringer Landesamt für Statistik

## Marktfest
Das Pottigaer Marktfest hat eine lange Tradition. Bereits seit 1856 findet der Markt zu Pottiga statt. Termine waren im Frühjahr zur Kirmes und im Herbst. Später wurde daraus der einmal jährlich stattfindende Herbstmarkt.
Als fester Termin hat sich seither das dritte Wochenende im September etabliert, wobei der Markt am Sonntag zwischen 9 und 17 Uhr stattfindet. Aufgrund der Lage im Sperrgebiet der damaligen DDR und den damit verbundenen Einreiseschwierigkeiten für Händler und Besucher kam es erst im Jahre 1986 zu einer Neuauflage. 2006 beging das Pottigaer Marktfest sein 150-jähriges Jubiläum.